# Faraona
La faraona (Agave salmiana, Agave salmiana var. ferox), és una planta crassa originària de Mèxic (Oaxaca), on es conrea i a partir del seu suc es produeix la beguda alcohòlica anomenada pulque. També té propietats medicinals.

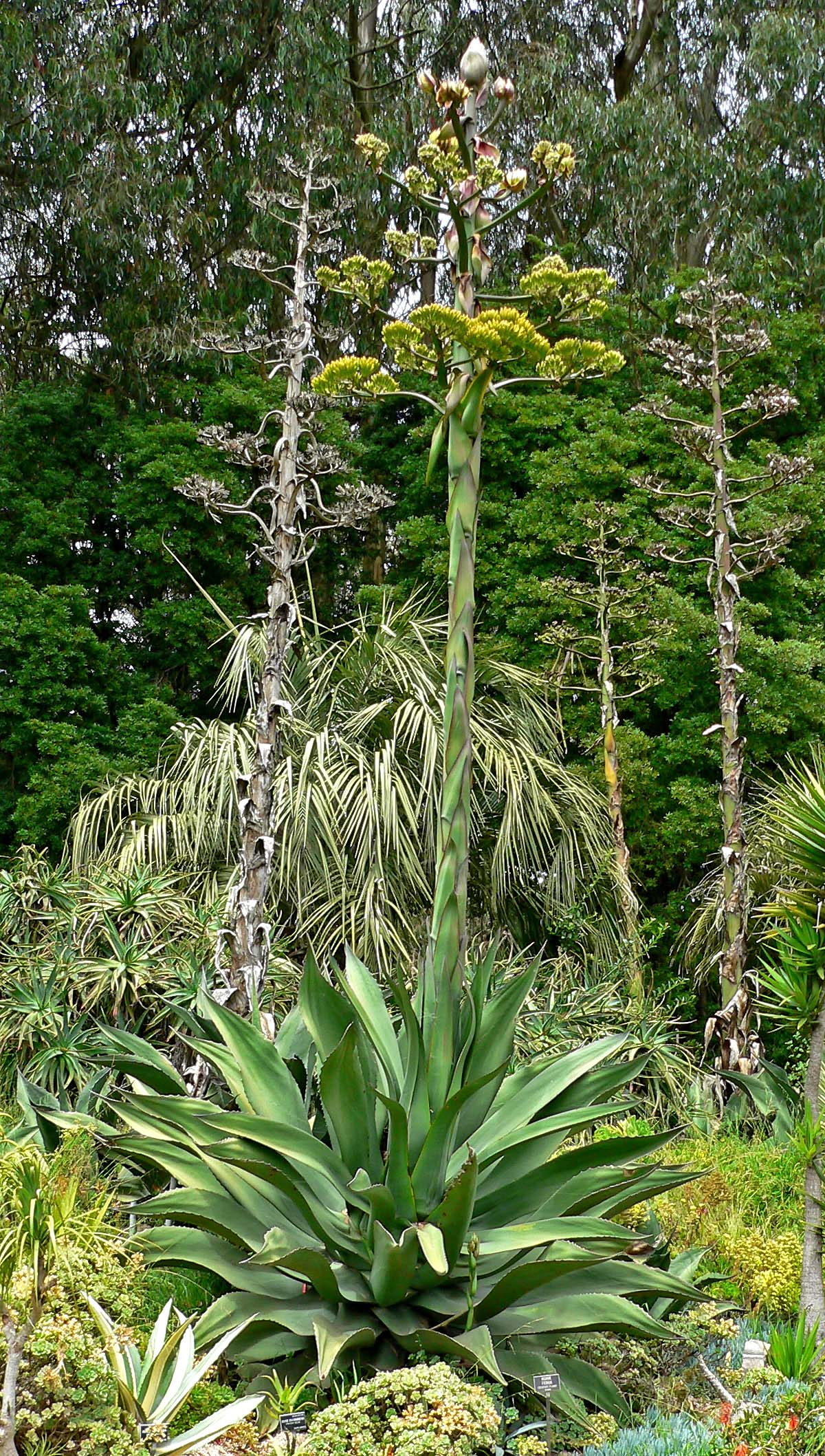
Inflorescència

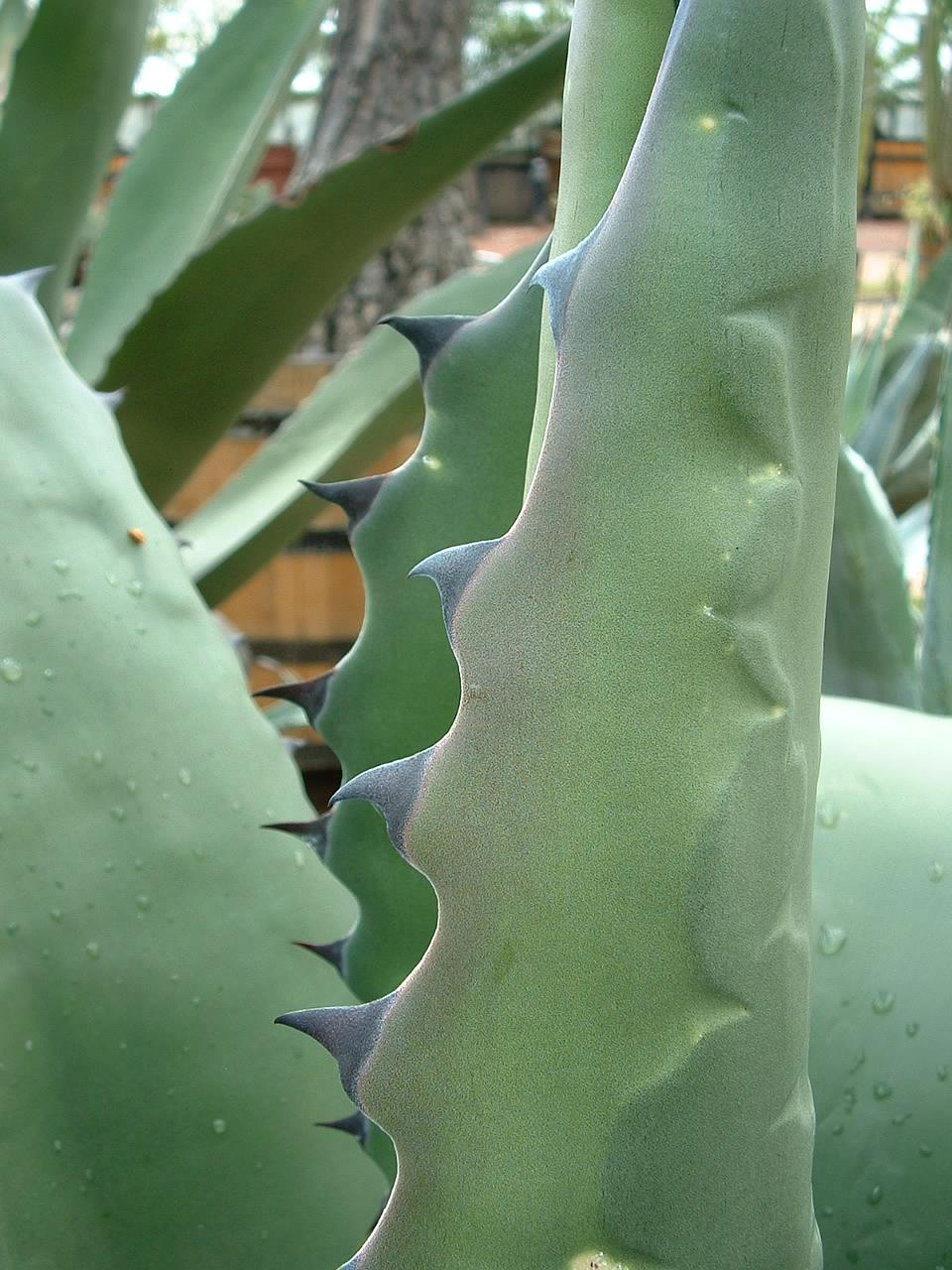
Detall de la fulla

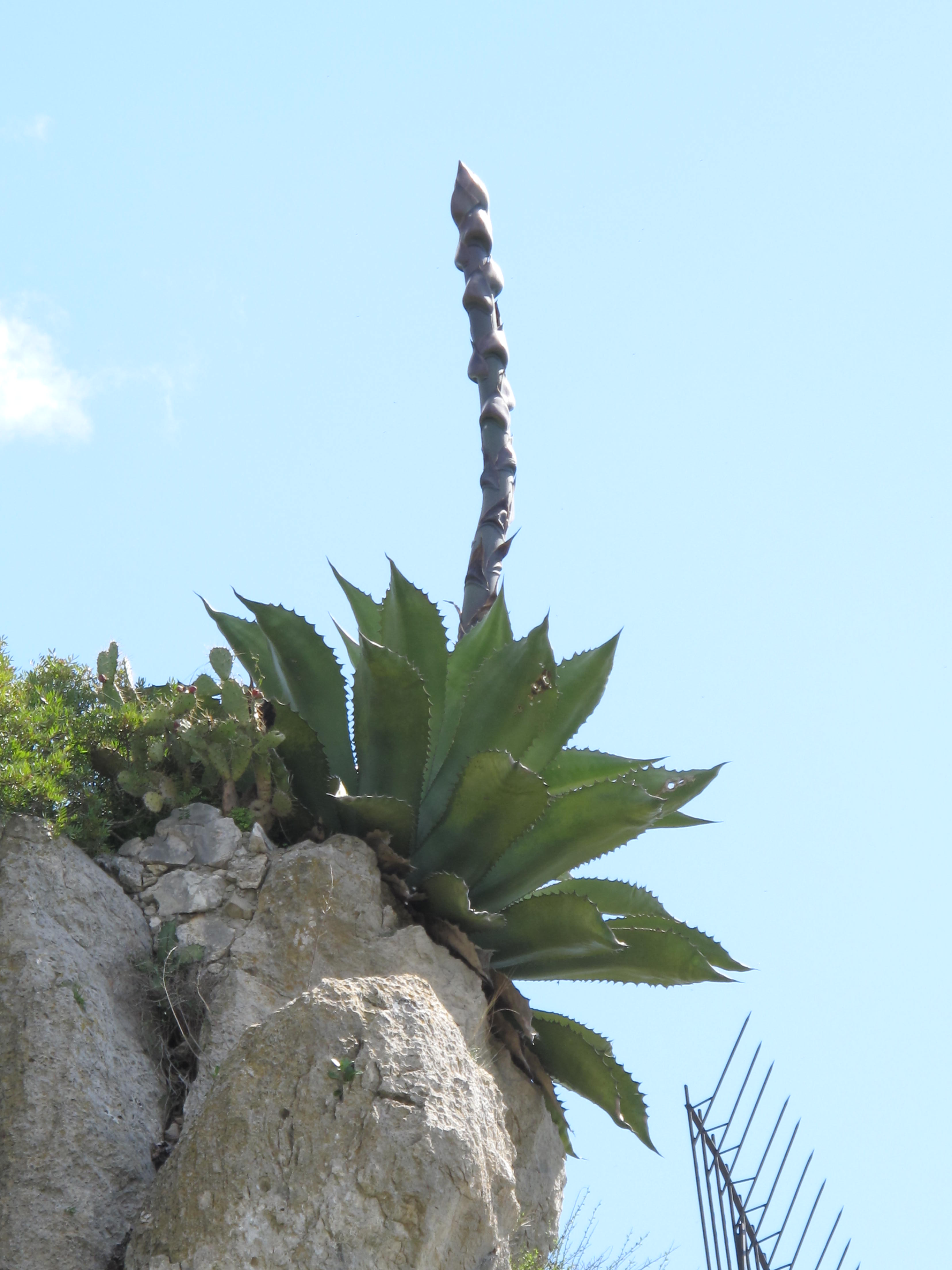
Al seu hàbitat

A Mèxic hi viuen com a mínim unes 136 espècies, 26 subespècies, 29 varietats i 7 formes d'Agaves.
Els antics mexicans utilitzaren diversos mètodes per a obtenir el suc dels agaves; un d'ells és agafar el cor fresc de la planta i obtenir-ne el suc. Si es deixa aquest cor un temps fermenta i així ja en temps precolombins s'obtenia el pulque.
Els antics mexicans en llengua (nàhuatl) anomenaven el maguey com metl o mexcalmetl i d'aquest darrer nom prové el nom de mezcal, una beguda alcohòlica feta a partir d'Agave.

## Descripció
Forma una àmplia roseta, de fins a uns 2,5 m de diàmetre i uns 80 cm d'alt, amb 20-30 fulles grans i carnoses amb els marges dentats d'uns 70 cm a 2 metres de llargada i de 16 a 40 cm d'amplada. Quan les plantes són adultes hi creixen enormes inflorescències paniculades de fins a 10 m de llargada. Les flors són de color groc verdós de 7 a 11 cm de llargada. Les llavors són negres de 8 a 9 mm de llargada. Aquesta espècie, com les altres del gènere Agave, mor després de produir les llavors

## Usos del maguey o Agave
Aquesta planta té tres usos principals: l'elaboració de fibres tèxtils, l'elaboració de begudes alcohòliques i l'ús com planta ornamental.

## Taxonomia
Etimologia
- Agave: nom genèric que va ser donat a conèixer científicament el 1753 pel naturalista suec Linné, qui va agafar-lo del grec "Agavos". A la mitologia grega, Agave era una mènada filla de Cadme, rei de Tebes que, enfront d'una multitud de bacants, va assassinar al seu fill Penteu, successor de Cadme al tron. La paraula "agave" fa referència, doncs, a una cosa admirable o noble.[3]
- salmiana: epítet específic.

Varietats
- Agave salmiana var. angustifolia A.Berger
- Agave salmiana subsp. crassispina (Trel.) Gentry
- Agave salmiana var. ferox (K.Koch) Gentry
- Agave salmiana subsp. salmiana

Sinònims
- Agave atrovirens var. salmiana (Otto ex Salm-Dyck) Maire & Weiller[4][5]